# دانشگاه شهر اوکلاهما
دانشگاه شهر اوکلاهما (انگلیسی: Oklahoma City University) دانشگاه آمریکایی در شهر اکلاهما سیتی است.